# 超越光速
《超越光速》（又译作）是由独立游戏开发者Subset Games开发的即时战略类Roguelike游戏，游戏于2012年9月在Microsoft Windows，MacOS和Linux上发布。在游戏中，玩家控制飞船中的机组人员，与联邦舰队会合，同时被大批叛军舰队追击。玩家必须控制飞船跨越八个星区（每个星区都有行星系统和以Roguelike方式程序生成的事件），同时面对叛军和其他敌对势力，获得新的船员，装备和升级飞船。战斗实时发生，如果飞船被摧毁或者所有船员死亡，游戏结束。
《超越光速》的概念基于桌上棋盘游戏和其他非战略空间战斗游戏，需要玩家管理各类的船舶系统。仅有两人的Subset Games起初自筹资金，指导开发各种独立游戏比赛的参赛作品。在这些比赛选手和裁判的建议下，Subset选择参加Kickstarter活动并获得了冠军，成功得到了比他们需求多二十倍的奖励；额外的资金用于绘画，音乐和文案。
该游戏是Kickstarter众筹活动的重大成功之一。游戏于2012年9月发布，得到好评。更新版本《FTL: 高级版》，添加了额外的船只，事件和其他游戏元素，并于2014年4月免费更新，同时游戏开放在IPad上的购买。该游戏获得了评论家们的好评，他们赞扬了游戏的创造力。《超越光速》与《洞穴探险》和《以撒的结合》等游戏受到了一致认可，这些游戏也帮助推广了“类roguelike”游戏——使用一部分传统roguelike玩法。

## 剧情简介
玩家隶属于银河联邦，控制能够超光速（FTL）的飞船。在一场人类和仇外叛军的战争后，联邦正处于崩溃的边缘。玩家操控的船员截获到来自叛军舰队的数据，其中包含着可能使叛军陷入混乱并确保联邦胜利的信息。玩家的目标是抵达联邦总部——途中要横跨几个星区，同时避免敌对船只或追击叛军舰队的破坏。 玩家在最后一个星区会与叛军旗舰冲突。这是一场多阶段的战斗，决定联邦的胜败与否。

## 游戏玩法
游戏开始时，玩家选择装载特定系统的飞船（驾驶舱，发动机，武器，治疗舱等）和相应的机组人员。游戏会随机生成8个类Roguelike星区，每个星区有20个跃迁点，玩家将在跃迁点之间航行。通常玩家不知道在每个跃迁点会出现什么，并要从“退出”点跃迁到下一个星区，直到抵达联邦基地。通过最大化访问每个星区的跃迁点（以及事件/其他船只）的数量，玩家的船只累积货币，额外的船员，装备，船舶增强，但是也会有飞船和船员的损失。玩家可以重新访问跃迁点，但每次跃迁均消耗燃料并且叛军舰队会继续前进，逐渐占领所有跃迁点。一旦跃迁点被占领，再次跃迁到此点将会与叛军巡洋舰发生火拼，并且击败叛军的奖励只是一格燃料。在游戏的后期，遭遇会更加危险，但奖励会更加丰厚。
游戏中有八个种族。这些种族既不仅玩家可以获得，也可以在敌舰中。这八个种族分别为：人类，恩吉，佐尔坦，曼提斯，石头人，斯拉格，拉尼厄斯，水晶人。不同種族各有特點:例如，石头人抵抗能力更强并且火焰免疫，但比其他种族移动速度慢。
跃迁点可能是提供船舶系统、燃料、弹药、武器、无人机、船员和船体维修的商店——商品需要用废料（游戏内货币）购买。其他跃迁点可能会出现遇险船只的求救信号，也有可能是叛军或海盗的陷阱。某些跃迁点对船舶或船舶功能有害：小行星带有陨石不断攻击船只，星云会屏蔽传感器，红巨星耀斑会引起火灾。敌对船只会攻击玩家，要么飞船被摧毁，要么在敌人投降之前战斗，要么跃迁逃跑。在战斗期间，游戏变成实时太空战斗模拟器，玩家可以暂停游戏来进行情况判断和命令指示。
在战斗中，玩家可以分配电力来管理船舶系统，命令船员到指定的房间修复损坏或者向敌舰开火。任何一次命中都可能损坏系统，在船员修复之前，其功能会失效; 造成船体破裂，将空气排入太空;引发火灾，扩散并损坏系统和船体;并造成直接船体损坏，降低飞船船体点。一旦飞船的船体点减少到零，船只就会被摧毁。玩家胜利会赢得资源; 而敌人胜利会导致游戏失败，玩家只能重新开始。玩家可以在跃迁准备就绪之后跳到另一个跃迁点来逃避战斗; 偶尔敌对船只也会逃跑。
游戏从一艘可用的船只开始，默认采取“A”布局。通过完成各种目标，可以解锁另外九艘船，有七艘非人类种族和两艘人类联盟船。所有船只都有两个额外的布局（水晶人和拉尼厄斯除外，每个都有一个）——不同的配置方案，装备和船员——通过完成任务目标来解锁。每个船舶的设计和布局都着重不同的游戏方面。游戏有独立的成就，对游戏玩法没有影响。玩家可以用遊戲模組来修改游戏中各种船舶配置。

## 开发历程

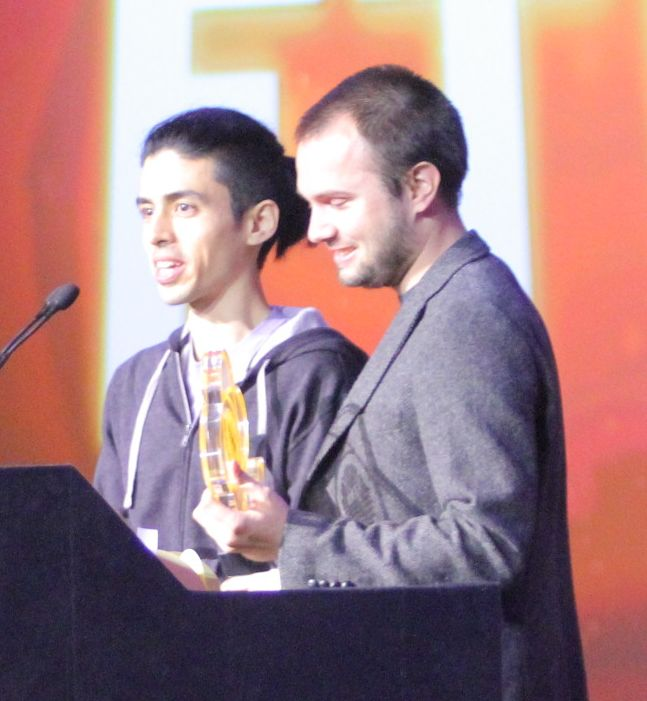
FTL的二人团队贾斯汀·马（左）和马修·戴维斯在2013年游戏开发者大会上获得“卓越设计”独立游戏节奖

《FTL》是Subset Games，贾斯汀·马和马修·戴维斯的的作品。两人都是2K Games上海工作室的员工。他们在任职期间成为了朋友，在空闲时间玩各种棋类游戏。马自认是一个多面手，他对在大工作室里的工作感到不满。在参加了2011年旧金山游戏开发者大会和独立游戏节后，他意识到他可以成为一名独立开发者。戴维斯在2011年初离开了2K Games，之后加入了马的队伍，一起开始开发《FTL》。他们达成一致要花一年时间来发展，如果失败，就转做其他事情。 在游戏成功后，两人开始开发他们的第二个游戏——《陷陣之志》。
《FTL》受桌面棋盘游戏，如《星际大争霸：棋盘游戏》， 和非战略游戏，如《星球大战：X-Wing》的启发，玩家必须合理分配电力以更好地管理飞船。 戴维斯还表示，游戏受到了电视剧和电影的一些影响，包括《星艦奇航記》，《螢火蟲》和《星際大戰》。根据戴维斯的说法，与大多数太空作战模拟游戏不同，“游戏最初的概念只是简单地想让玩家扮演指挥官而不是驾驶员”，并“让玩家觉得自己像是让-吕克·皮卡尔舰长在指挥工程师给护盾重新充能”，马说道。游戏的目的是让它感觉像是一个“自杀任务”，通过调整游戏的各种元素，达到只有10％的成功率。据马所说，他们把《超级肉肉男孩》看作是“困难却令人爱不释手”游戏的典例。玩家失败后可以无负担继续新游戏，FTL亦是如此。他们同样认为每次失败都是玩家的学习经历：了解如何战斗以及何时避免或放弃无法取胜的战斗。游戏失误的持久影响是他们想要表达的要点，而永久死亡的游戏玩法更是强调了这种态度。
游戏的最初版本使用朴素的画面，让他们专注于游戏本身。这有助于让他们意识到他们正试图帮助玩家投入到他们控制的角色中，让玩家的想象力填补游戏画面。经过大约六个月的工作后，他们才接触于2011年8月在中国举办的游戏开发者大会。之后开始专注于游戏的艺术设计，计划在独立游戏节上展示《FTL：超越光速》。游戏作为IGF中国竞赛中的决赛参赛者，初步被媒体曝光。《PC Gamer》杂志展示了游戏的早期预览，激起了更多媒体对2012年3月独立游戏节的兴趣。OnLive为包括FTL和其他决赛入围者的云游戏服务，进行了为期数周的会议。在游戏节上，FTL被提名。虽然没有获胜，但获得了大奖和优秀设计奖；这些荣誉进一步激发了玩家对游戏的兴趣。戴维斯认为参与这些比赛对于保持游戏开发的前瞻性非常重要，评委和媒体都期待着游戏的可玩原型。 他认为参加比赛，即使没拿到冠军，也有助于引起大众对FTL的兴趣。
Subset Games最初计划在存够足够的资金以支付大约一年的费用后，在大约三个月的时间内完成游戏。游戏受到的额外关注迫使他们延长开发时间——为期两年。因此他们转向Kickstarter寻求共计10,000美元的资金，以资助游戏的最终打磨以及与其发布相关的成本。他们投靠Kickstarter的时机正好。乘着于2012年3月在Kickstarter大获成功的《破碎時光》的势头，他们同时获得肯·萊文和马库斯·泊松等顶级开发商的关注；.由于众筹游戏激起的兴趣，Subset Games筹集到超过20万美元的资金。FTL是代表众筹游戏浪潮的第一批游戏之一，并证明这种筹资机制可以支持游戏开发。
有了更多的资金，Subset考虑了以延长游戏发布时间为代价添加更多功能。他们选择推迟一个月对游戏进行一些小的改进，并表示他们将使用剩余的资金用于未来的项目开发。额外的资金允许他们支付中间件库和应用程序的许可费用，以提高游戏的性能。此外，他们还能够外包其他游戏内容。
尤其是汤姆·朱贝尔（半影系列，《極道車魂：舊金山》）帮助文案写作和世界观设计，而音乐则由本·普朗蒂创作。普朗蒂通过另一位游戏开发者安東·米哈伊爾洛夫（Anton Mikhailov）被介绍给Subset，他和普朗蒂、戴维斯都是好友。普朗蒂在Kickstarter之前已经为Subset提供一些曲目，但是由于众筹成功，他们能支付完整的音轨。普朗蒂保留了配乐的权利，之后在Bandcamp上发布。普朗蒂希望做出互动音轨，当玩家进入和退出战斗时会改变音乐。为此，他创作了每首歌的平静“探索”（非战斗）版本，然后在其上创作更具吸引力的“战斗”版本。在游戏中，两种版本基于游戏中的动作交叉淡入淡出。
Kickstarter中最高的奖励之一是允许捐赠者帮助设计一个出现在游戏中的种族。一位支持者给出了这个级别的捐赠并帮助设计了一个秘密种族，水晶人。

### FTL: 高级版
Subset宣布正在开发《FTL: 高级版》，并将为游戏添加几个新事件，船只，装备和其他功能。此版本于2014年4月3日发布，为玩家免费更新，并作为IPad设备的独立版本发售。证明了游戏具有移植其他移动设备的潜力。克里斯·阿維隆是该项目的“特邀作者”。
游戏中加入了一个新种族，拉尼厄斯——金属生命体，可降低任何房间内的氧气含量。新增的其他组件包括：克隆舱，医疗舱的对应部分，克隆已死亡船员，对其技能值造成轻微惩罚；针对敌舰上的特定系统的黑客无人机；精神控制系统，能控制一名敌方机组人员并强化他（她）；一种定时随机禁用系统功能的脉冲星环境；以及电池系统，可给予玩家短暂的爆发力。其他新功能包括新船和新种族，八艘船的第三种布局，新武器和额外事件。还加入了额外的难度模式。如果愿意，可以在游戏中禁用扩展内容。
他们考虑过将此版本移植到PlayStation Vita，后者也支持触控，但最终因系统的屏幕尺寸对游戏来说太小而放弃。
Subset Games表示他们不太可能制作FTL的续作，不过他们未来的游戏里可能有从FTL中引入的类似概念。并且他们不太可能再通过Kickstarter筹集资金，因为他们通过销售FTL获得了足够的资金来继续开发未来的项目。

## 评价
《FTL》获得了好评，和对游戏的优秀内核，以及充分利用玩家想象力的手法的赞扬。游戏被拿来与科幻作品进行比较。Penny Arcade的本·庫切拉（Ben Kuchera）报道称《FTL》是“Roguelike类的《螢火蟲》”其他人则将其与《星艦奇航記》和《星際大戰》进行了比较。
《PC Gamer》将《FTL》评为2012年度短篇游戏奖。游戏赢得了“卓越设计”和“观众奖”，并入围第15届年度独立游戏节“谢默斯·麦克纳利大奖”的决赛它还被评为2013年游戏开发者选择奖的“最佳處女作品”。在2014年国家电子游戏行业研究院（NAVGTR）奖项中，《FTL》获得了游戏战略（Justin Ma，Matthew Davis）和游戏工程（Matthew Davis）的提名。《福布斯》因《FTL》在游戏领域的成功在其2013年“30岁以下30岁”领导者中列出马克和戴维斯。
虽然游戏评价大部分都是正面的，但一些评论家批评了游戏难度。GameCritics的斯帕奇·克拉克森（Sparky Clarkson）写道：“《FTL》是一个荒谬残酷的游戏。”《Edge》杂志的工作人员虽然对游戏赞不绝口，但他说：“游玩《FTL》偶尔会感觉受到惩罚”。
IPad版的《FTL：高级版》因其直观的触摸控制而受到称赞，可以在设备上进行微调。此版本已获得普遍好评，根据17条评价，Metacritic得分为88/100。
FTL，以及独立游戏《Spelunky》和《以撒的结合》被认为是提出“类roguelike”游戏概念的关键游戏，这些游戏借用了传统roguelike游戏的大部分主要特点。与FTL一样，这些游戏使用程序随机生成以及永久死亡的机制来建立高度可重玩的体验。
该游戏的配乐被提名为IGN2012年最佳整体音乐和最佳PC音乐。它被评为2012年Kotaku最佳游戏音乐之一，Game Scouts 2012年十大游戏原声带之一，和Bandcamp在杂志《Complex》上的25个最佳电子游戏原声带之一。